# Озлю, Фарук
Фарук Озлю (тур. Faruk Özlü; род. 19 ноября 1962, Дюздже) — турецкий политик, член партии справедливости и развития. С 24 мая 2016 по 10 июля 2018 года — министр науки, промышленности и технологий.

## Биография
Фарук Озлю родился 19 ноября 1962 года в Дюздже. Окончил школу там же, затем — Технический университет Йылдыз. Получил степень магистра и докторскую степень в Техническом университете Стамбула. После окончания университета учился в Испании, затем в американском Гарвардском университете.
С 1987 года работал в Техническом университете Йылдыз. С 1990 — инженером в министерстве обороны. Принимал участие в работе над танком Altay, БПЛА Anka и военным кораблём MILGEM. Также принимал непосредственное участие в разработке самолётов Airbus A400M, F-35, F-16, модернизированной версией танка M60, а также систем ракетной и противовоздушной обороны.
Входил в состав правления Türk Havacılık ve Uzay Sanayii (TAI / TUŞAŞ), Airport Operations and Aviation Industries (HEAŞ), Teknopark İstanbul и Defence Technologies Engineering and Commerce (STM).

### Политическая карьера
Член партии справедливости и развития. В июне 2015 года был избран от неё в парламент. В ноябре того же года был переизбран. С 24 мая 2016 по 10 июля 2018 года занимал пост министра науки в правительстве Йылдырыма.